# Mistrovství Evropy ve fotbale žen 2005
Mistrovství Evropy ve fotbale žen 2005 bylo devátým ročníkem tohoto turnaje. Vítězem se stala německá ženská fotbalová reprezentace, která tak získala čtvrtý titul v řadě.

## Kvalifikace
V kvalifikaci byly týmy rozděleny do dvou výkonnostních skupin, mezi kterými se postupovalo a sestupovalo. Nejvyšší skupiny (ze které jediné se dalo postoupit na závěrečný turnaj) se zúčastnilo 20 týmů rozlosovaných do čtyř skupin po pěti týmech. Ve skupinách se utkal každý s každým dvoukolově (doma a venku). Vítězové jednotlivých skupin postoupili přímo na závěrečný turnaj. Týmy ze druhých míst a nejlepší dva týmy na třetích místech se utkaly v baráži hrané systémem doma a venku o zbylé tři místenky na závěrečném turnaji, na kterém již měla účast zajištěnou pořadatelská Anglie.

## Základní skupiny

### Skupina A
| Tým     | Z | V | R | P | VG | IG | B |
| ------- | - | - | - | - | -- | -- | - |
| Švédsko | 3 | 1 | 2 | 0 | 2  | 1  | 5 |
| Finsko  | 3 | 1 | 1 | 1 | 4  | 4  | 4 |
| Dánsko  | 3 | 1 | 1 | 1 | 4  | 4  | 4 |
| Anglie  | 3 | 1 | 0 | 2 | 4  | 5  | 3 |

### Skupina B
| Tým     | Z | V | R | P | VG | IG | +/- | B |
| ------- | - | - | - | - | -- | -- | --- | - |
| Německo | 3 | 3 | 0 | 0 | 8  | 0  | +8  | 9 |
| Norsko  | 3 | 1 | 1 | 1 | 6  | 5  | +1  | 4 |
| Francie | 3 | 1 | 1 | 1 | 4  | 5  | -1  | 4 |
| Itálie  | 3 | 0 | 0 | 3 | 4  | 12 | -8  | 0 |

## Play off

### Semifinále
| 15. června 2005 |          |        |                                                                  |
| Německo         | 4:1      | Finsko | Deepdale, Preston diváci: 2 785 rozhodčí: Dagmar Damková (Česko) |
|                 | (Report) |        | Deepdale, Preston diváci: 2 785 rozhodčí: Dagmar Damková (Česko) |

| 16. června 2005 |              |        |                                                                              |
| Švédsko         | 2:3 (prodl.) | Norsko | Halliwell Jones Stadium, Warrington diváci: 5 722 rozhodčí: Kari Seitz (USA) |
|                 | (Report)     |        | Halliwell Jones Stadium, Warrington diváci: 5 722 rozhodčí: Kari Seitz (USA) |

### Finále
| 19. června 2005                          |          |                 |                                                                                |
| Německo                                  | 3:1      | Norsko          | Ewood Park, Blackburn diváci: 21 105 rozhodčí: Alexandra Ihringová (Slovensko) |
| Gringsová 21' Lingorová 24' Prinzová 63' | (Report) | Mellgrenová 41' | Ewood Park, Blackburn diváci: 21 105 rozhodčí: Alexandra Ihringová (Slovensko) |